# 庫珀峰

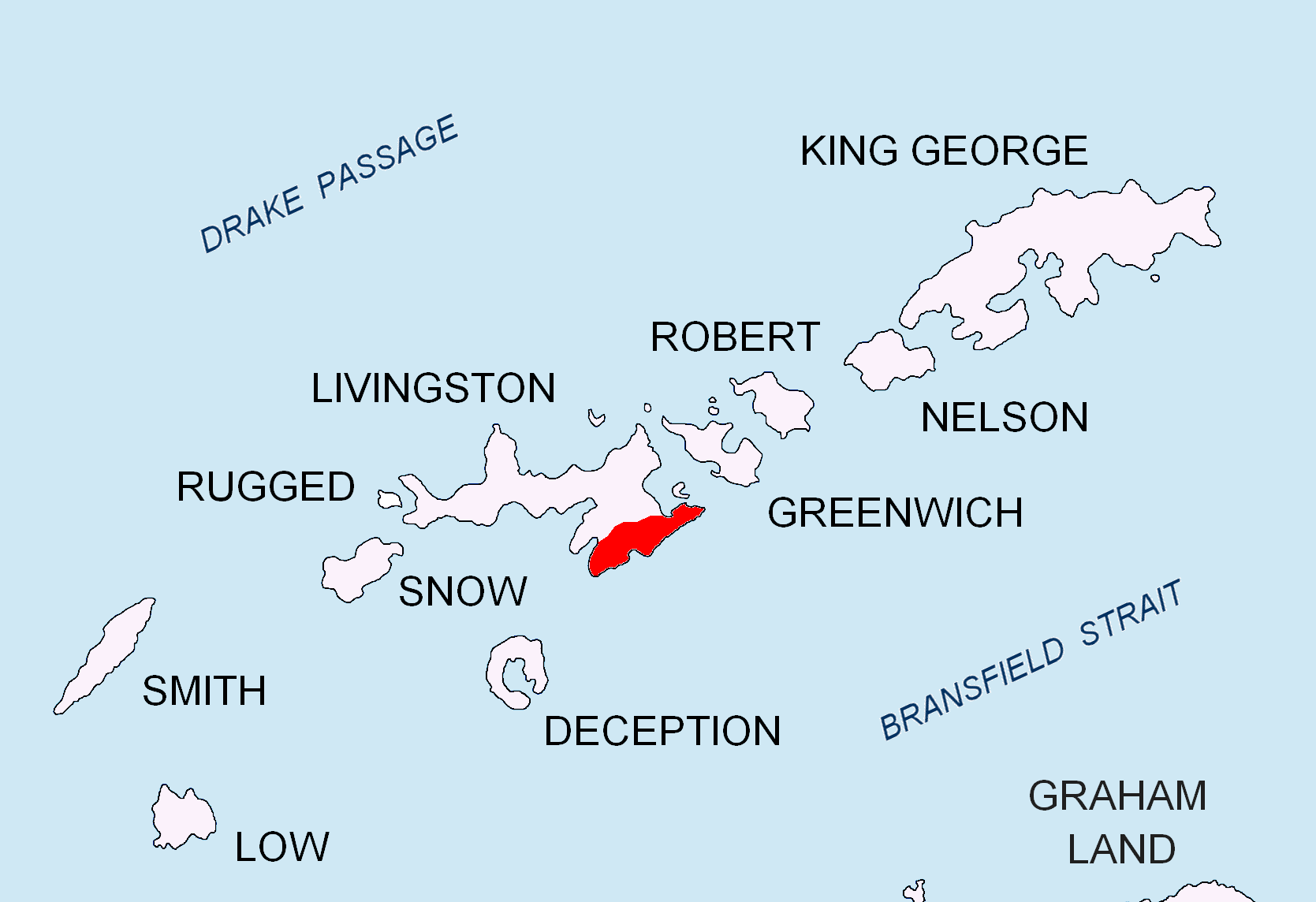

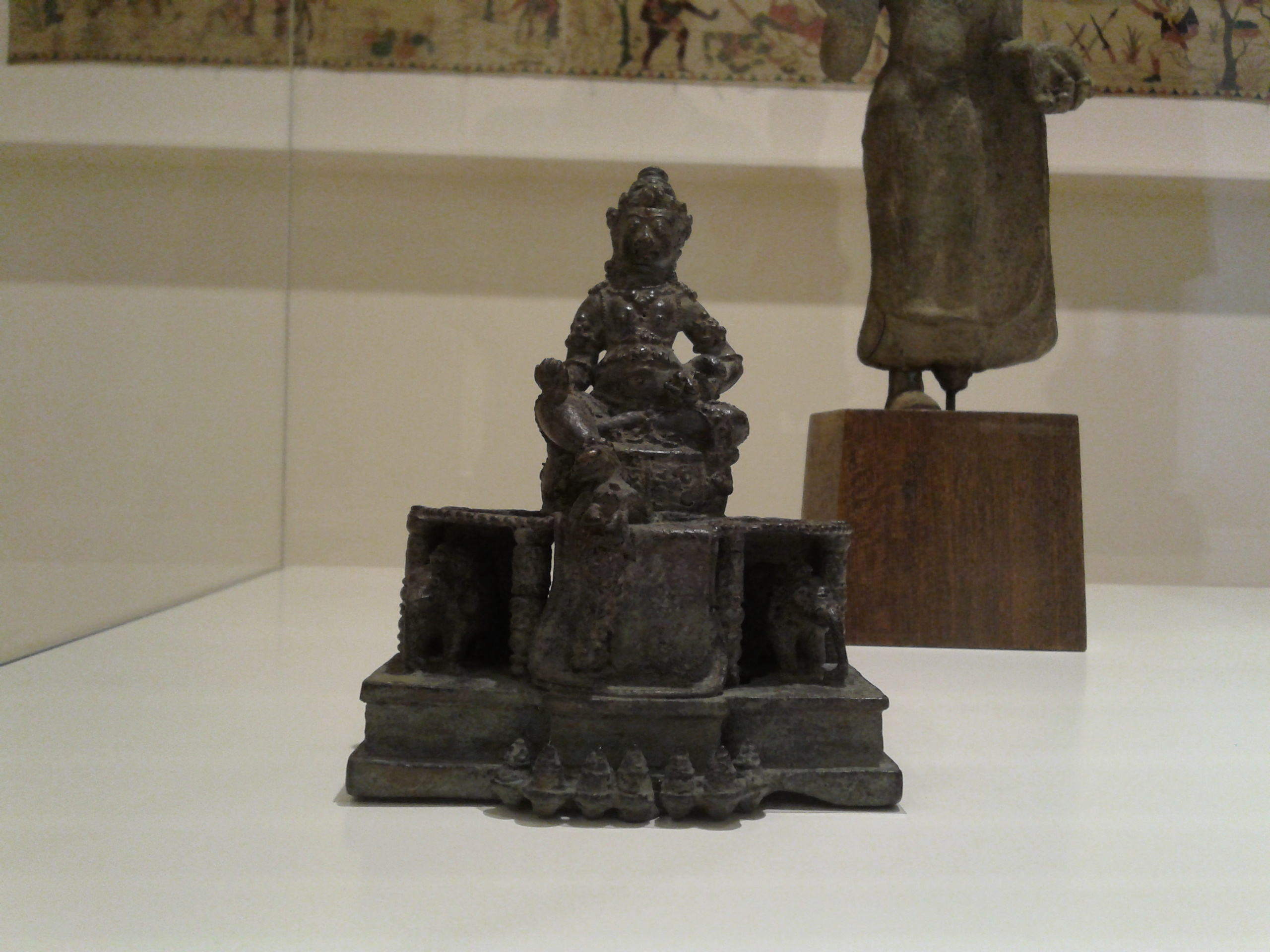

庫珀峰（英語：Kuber Peak）是南極洲的山峰，位於南設得蘭群島的利文斯頓島，屬於騰格里山脈中德爾切夫嶺的一部分，海拔高度770米，處於魯塞峰西南面0.77公里、里拉角以南3.84公里、赫爾梅特峰以東3.08公里和普洛夫迪夫峰以東1.92公里。

## 外部連結
- SCAR Composite Antarctic Gazetteer.
- Reference Map

62°39′16″S 59°57′54″W / 62.65444°S 59.96500°W